# Халансе
Халансе, Шаланс (ісп. Jalance (офіційна назва), валенс. Xalans) — муніципалітет в Іспанії, у складі автономної спільноти Валенсія, у провінції Валенсія. Населення — 995 осіб (2010).

## Географія
Муніципалітет розташований на відстані близько 260 км на південний схід від Мадрида, 70 км на південний захід від Валенсії.

## Демографія
Динаміка населення (INE ):

## Галерея зображень

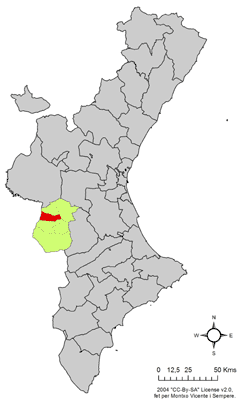
Розташування муніципалітету Халансе у автономній спільноті Валенсія
Розташування муніципалітету Халансе у комарці Вальє-де-Айора